# Indumentaria tradicional de la Comunidad Valenciana

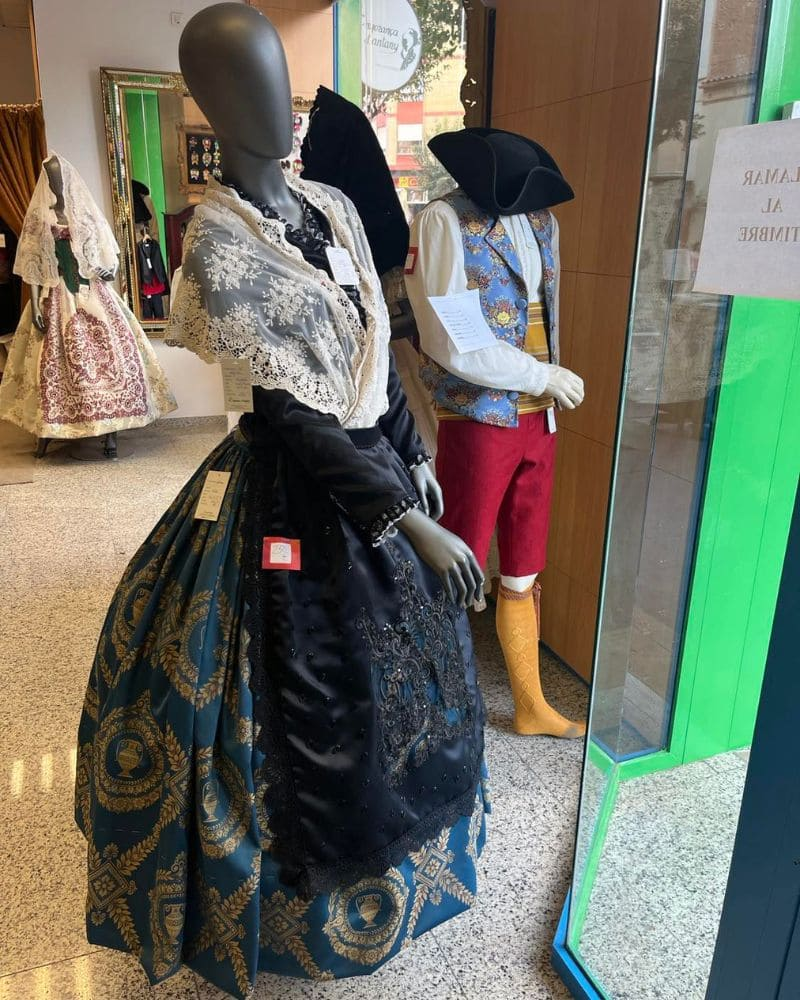
Indumentaria tradicional de castellonera.

La indumentaria tradicional de la Comunidad Valenciana varía según la zona y la ciudad.

## Indumentaria femenina
El traje tradicional en Valencia y muchos de sus pueblos, es el mal denominado traje de fallera, pues en realidad ya se vestía antes de aparecer las fallas como fiesta y tiene una larga tradición en la historia. Apareció en el siglo XVI y empezó siendo un traje de trabajo de las labradoras valencianas, pero con el paso del tiempo se fue transformando y derivó a una indumentaria más elegante que se usaba en ocasiones especiales, por lo que el traje que hoy usan las falleras es el traje de fiesta que usaban las valencianas siglos atrás. Entre sus variantes encontramos el traje del siglo XVIII, más afrancesado; los de coteta, o justillo; y el surgido en el siglo XIX, denominado de farolet por sus mangas con forma de farol. En el pelo, la mujer puede llevar un moño o tres (Tres moños en el caso del siglo XIX). En la parte trasera de la cabeza se lleva uno más grande, mientras que en la sién se llevan dos más pequeños, los "rodetes". Los moños se cogen con agujas pasaderas y se adornan con las peinetas, la pinta para el moño trasero y los rascamonyos para los rodetes.
En la provincia de Castellón es tradicional el traje de castellonera, compuesto por falda, manteleta, brocados, un corpiño llamado chupetí y un delantal de color negro. En Alicante se usa el traje de alicantina. 

## Indumentaria masculina
La vestimenta tradicional masculina más antigua es el traje de saragüell, el cual aparece bajo la denominación sarawil en textos musulmanes andalusíes del siglo X. Este vestido se coloca directamente sobre el cuerpo y sobre él se puede colocar o no otras prendas. El tejido de esta vestimenta es el lienzo para los días de trabajo, y en los festivos se cubre con un segundo calzón de lana o seda, conocido como negrilla. Otra de las vestimentas masculinas tradicionales es el traje de torrentí, el cual se caracteriza por tener un pantalón más ceñido a la pierna y un chopetí, una especie de chaleco o chaquetilla. En la cabeza, el hombre suele llevar un mocador (pañuelo), una cófia o un casquete, estos últimos hechos de ganchillo, los cuales se complementan con diferentes gorros y sombreros, como la rodina, el cossiol o la montera.